# Otto Gröllmann

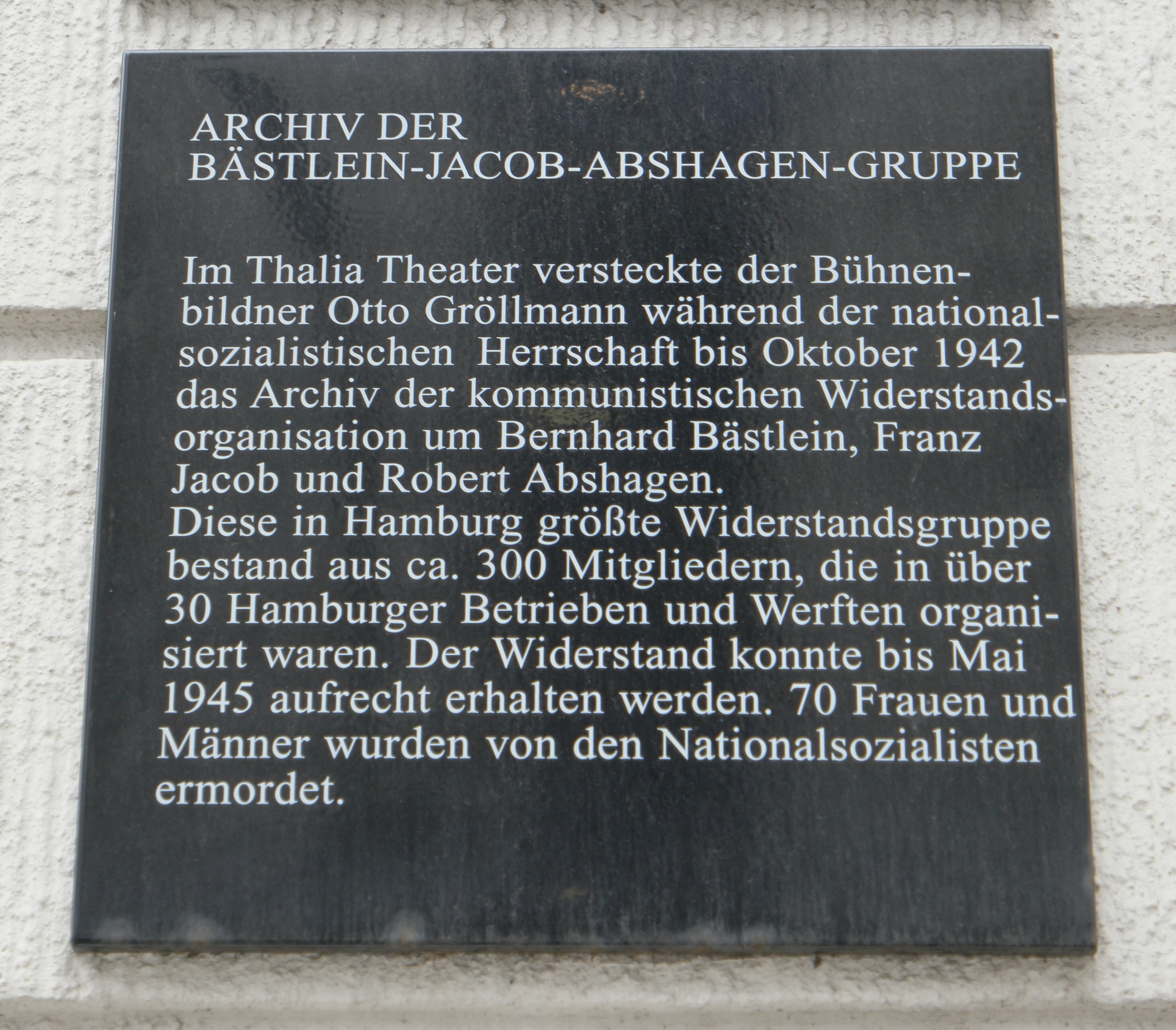
Gedenktafel für Otto Gröllmann am Thalia-Theater in Hamburg

Otto Gröllmann (* 31. Juli 1902 in Hamburg; † 12. Juli 2000 in Berlin) war ein deutscher Grafiker, Bühnenbildner und Widerstandskämpfer gegen das NS-Regime.

## Leben
Otto Gröllmann wurde als Sohn eines Sattlermeisters in Billbrook geboren. Otto Gröllmann, genannt ‚Otje‘, absolvierte von 1917 bis 1920 eine Ausbildung als Theatermaler am Hamburger Schauspielhaus. In seiner Freizeit war er in der Freien Proletarischen Jugend aktiv und lernte dort Willi Bredel kennen. Er arbeitete danach am Operettenhaus und am Altonaer Stadttheater als Bühnenbildner.
Durch Willi Bredel und den damaligen USPD-Referenten Ernst Thälmann kam er in Kontakt zur Hamburger Arbeiterbewegung. 1922 wurde er Mitglied der KPD. Am 23. und 24. Oktober 1923 nahm er in Schiffbek am Hamburger Aufstand teil und wurde zu 17 Monaten Festungshaft verurteilt, die er aufgrund von Krankheit und Amnestie nicht antreten musste.
Gröllmann engagierte sich als Schriftführer der Hamburger Sektion der „Assoziation revolutionärer bildender Künstler“ (ASSO) und bei der Agitprop-Gruppe des Arbeitertheaterbundes „Die Nieter“, deren Dekoration und Kostüme er mitgestaltete. Außerdem zeichnete er viele Flugblätter und Transparente sowie Titelbilder für die „Hamburger Volkszeitung“ (HVZ). Er illustrierte Willi Bredels erste Buchveröffentlichung „Marat der Volksfreund“.
Wegen seiner Beteiligung am Widerstand gegen die NS-Diktatur wurde er Ende 1933 verhaftet. Er wurde zunächst ins Konzentrationslager Fuhlsbüttel eingeliefert und im Februar 1934 ins Hamburger Untersuchungsgefängnis. Wegen seiner Verbindung zur KPD angeklagt, wurde er zu 17 Monaten Gefängnis verurteilt, die er im Strafgefängnis Wolfenbüttel verbrachte. Nach der Gefängnishaft war er wieder am Theater, aber auch als Maler auf dem Bau tätig.
Bald fand er wieder Kontakt zu seinen Genossen Adolf Wriggers, Addi Matschke, Robert Abshagen und Franz Jacob, mit denen er seine Widerstandstätigkeit fortsetzte. 1938 wurde er am Thalia Theater in Hamburg als Atelierleiter und Bühnenbildner eingestellt. Das Archiv der Bästlein-Jacob-Abshagen-Gruppe wurde von Gröllmann im Thalia-Theater versteckt.
Im Zusammenhang mit der Verhaftung von über Deutschland abgesetzten Fallschirmspringern um Walter Gersmann wurde auch Gröllmann erneut verhaftet. Nach Verhören unter Folter durch Angehörige der Gestapo kam er mit weiteren Gefangenen im März 1943 ins Untersuchungsgefängnis. Dort erlebte er die Luftangriffe auf Hamburg im Juli 1943 und wurde als Folge des daraus entstandenen Chaos bei den Hamburger Justizbehörden am 4. August 1943 „vorübergehend“ entlassen. Gröllmann gelang es, sich einer Wiederverhaftung zu entziehen und hielt sich in Deutschland verborgen. Er erhielt wieder Kontakt zu seiner Widerstandsgruppe, die bis zum April 1945 weiterhin illegale Flugblätter herausgab.
Nach der Befreiung vom Nationalsozialismus nahm er seine Tätigkeit als Bühnenbildner am Thalia-Theater wieder auf. Gröllmann war 1945 Mitbegründer der Sozialistischen Freien Sozialistischen Gewerkschaft in Hamburg. Mit der Theaterfotografin Gertrud Gröllmann (1917–1977) bekam er 1947 eine Tochter, die Schauspielerin Jenny Gröllmann. Aus deren Ehe mit Ulrich Mühe stammt Gröllmanns Enkelin Anna Maria Mühe, die ebenfalls als Schauspielerin tätig ist.
Auf Initiative von Willi Bredel übersiedelte er mit seiner Familie 1948 nach Schwerin und 1954 nach Dresden, wo er an den dortigen Staatstheatern weiter als Bühnenbildner arbeitete. In der DDR wurde er 1986 mit dem Vaterländischen Verdienstorden in Gold ausgezeichnet. In der Wendezeit 1989/90 „formulierte er mehrfach öffentlich scharfe Kritik am stalinistisch anmutenden ancien régime Erich Honeckers“.
Otto Gröllmann starb im Juli 2000 mit 97 Jahren in Berlin.